# Hugues Duboscq
Hugues Duboscq (n. 29 august 1981, Saint-Lô, Basse-Normandie, Franța) este un înotător francez, medaliat olimpic. A participat la 4 ediții ale Jocurilor Olimpice (2000, 2004, 2008, 2012) în care a câștigat 3 medalii de bronz.